# Prizren
Prizren is een stad en gemeente in het zuiden van Kosovo nabij Albanië en Noord-Macedonië en doorsneden door de rivier de Drin. De gemeente bestaat uit de hoofdplaats Prizren en 97 dorpen. In 2010 woonden er 234.978 mensen in de gemeente. De meerderheid van de bevolking bestaat uit Albanezen (rond de 85%). Er leven ook grote minderheden van Bosniakken (22.000), Turken (9000), Roma, Ashkali en Balkan-Egyptenaren (5300). Momenteel leven er 166 Kosovo-Serviërs in de dorpen en 30 in de stad zelf.

## Geboren
- Ali Haydar Şen (1939), Turks zakenman
- Eshref Ademaj (1940-1994), Albanees wiskundige en onderwijsactivist
- Arjan Beqaj (1975), Albanees voetballer
- Ergin Karahasan (1980), zanger
- Valdet Rama (1987), Kosovaars-Albanees-Duits voetballer
- Vedat Muriqi (1994), Kosovaars voetballer
- Elvis Rexhbecaj (1997), Kosovaars voetballer

Deçan · Dragash · Drenas · Gjakovë · Ferizaj · Fushë Kosovë · Gjilan · Gračanica (Graçanicë) · Hani i Elezit · Istog · Junik · Kaçanik · Kamenicë · Klinë · Klokot (Kllokot) · Leposavić (Albanik) · Lipjan · Malishevë · Mamushë · Mitrovicë · Novobërdë · Obiliq · Parteš (Partesh) · Pejë · Podujevë · Pristina (Prishtinë, Priština) · Prizren · Rahovec · Ranilug (Ranillug) · Skënderaj · Štrpce (Shtërpcë) · Shtime · Suharekë · Viti · Vushtrri · Zubin Potok (Zubin Potok) · Zvečan (Zveçan)